# 聂庆义
聂庆义（1962年9月—），男，汉族，安徽怀宁人，1985年12月加入中国共产党，江苏省委党校在职研究生学历，中华人民共和国政治人物。

## 生平
1983年7月毕业于安徽师范大学中文系中文专业，历任安徽省马鞍山市第十七中学教师、校团委副书记，共青团马鞍山市委办公室干事、调研室副主任、组宣部部长。1991年1月任共青团马鞍山市委副书记、市青联主席。1993年7月，任共青团马鞍山市委书记。1993年10月至1994年10月，挂任团中央维权部部长助理。1995年9月，任中共马鞍山市雨山区委书记。
1998年10月，任马鞍山市政府副市长、党组成员，马鞍山经济技术开发区党工委书记（其间于2000年9月至2002年8月在南京大学研究生课程班经济法专业学习，于2003年2月至2004年7月在江苏省委党校社会主义法制专业研究生学习）。2004年1月，任中共马鞍山市委常委，市政府常务副市长。2007年4月，调任安徽省广播电影电视局副局长、党组成员。2013年2月，转任安徽广电传媒产业集团总经理，党委成员。2015年8月，出任安徽广电传媒产业集团董事长、党委书记。2019年3月，任安徽广播电视台党委书记。2022年11月，卸任安徽广播电视台党委书记、台长、总编辑职务。